# Paranáträdklättrare
Paranáträdklättrare (Lepidocolaptes falcinellus) är en fågel i familjen ugnsfåglar inom ordningen tättingar.

## Utbredning och systematik
Fågeln förekommer från sydöstra Brasilien till nordöstra Argentina, nordöstra Uruguay och sydöstra Paraguay. Den behandlas som monotypisk, det vill säga att den inte delas in i några underarter.

## Status
IUCN kategoriserar arten som livskraftig.